# Синоро (станция)

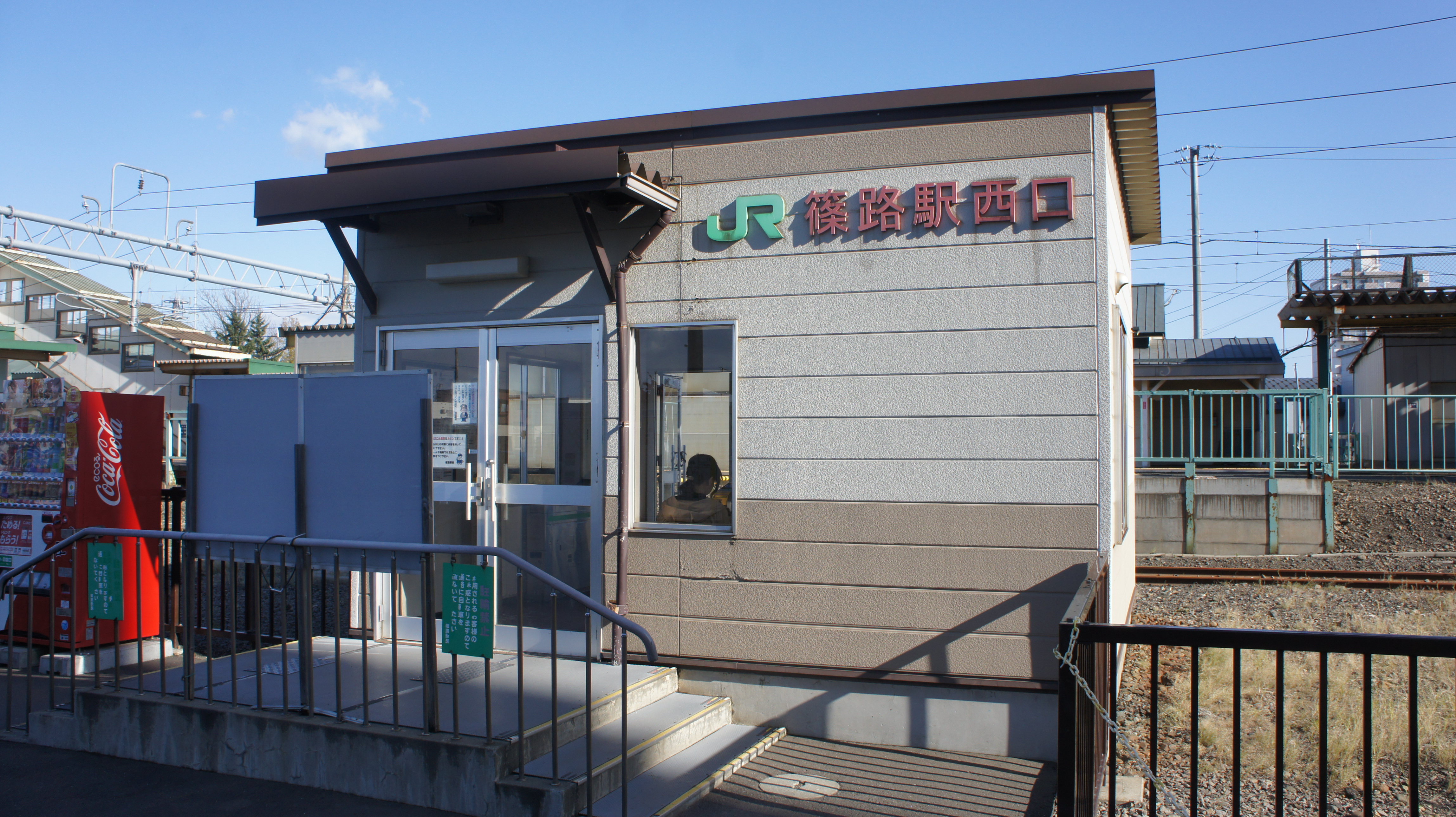
западный выход

Станция Синоро (яп. 篠路駅 синоро эки) — железнодорожная станция в японском городе Саппоро, обслуживаемая компанией JR Hokkaido. На этой станции можно использовать смарт-карту «Kitaca».

## История
Станция Синоро была открыта 20 ноября 1934 года. После приватизации JNR она перешла под контроль JR Hokkaido. В период между 1995 и 2000 годами линия между Хатикэн и Айносато-Кёикудай расширена до двойного пути, на станции стало две боковые платформы. В 2012 году была электрифицирована линия Соэн — Хоккайдо-Ирёдайгаку.

## Линии
- JR Hokkaido
  - Линия Сассё

## Планировка
Платформы 
| 1 | ■Линия Сассё | на станции Саппоро                                         |
| 2 | ■Линия Сассё | на станции Айносато-Кёикудай, Тобецу и Хоккайдо-Ирёдайгаку |